# Estádio Atatürk de Bursa
O Estádio Atatürk de Bursa (em turco, Bursa Atatürk Stadı) foi um estádio multiuso localizado na cidade de Bursa, na Turquia, inaugurado em 1950. Inicialmente com capacidade para receber apenas 300 espectadores, o estádio passou por sucessivas ampliações à medida em que o futebol turco passou a se profissionalizar e se organizar em torno de campeonatos de abrangência nacional, alcançando a capacidade máxima de 25 661 espectadores em 2010. 
A partir de 1979, foi a casa onde o tradicional Bursaspor mandou seus jogos oficiais por competições nacionais e continentais. Entretanto, com a inauguração do moderno Estádio Municipal Metropolitano de Bursa, com capacidade para 43,331 espectadores, o clube transferiu-se para sua nova casa, o que acarretou no fechamento do antigo estádio em 2015 e sua consequente demolição em 2016.